# Kurt Bauer (Politiker)
Kurt Bauer (* 23. Oktober 1900 in Oberschöneweide; † 14. November 1945 im Speziallager Ketschendorf) war ein deutscher Jurist und Kommunalpolitiker (NSDAP). Er gilt als „Retter von Schönebeck“.

## Leben und Wirken
Nach dem Abitur und dem Einsatz im Ersten Weltkrieg studierte Bauer ab 1919 Rechts- und Staatswissenschaften an den Universitäten Greifswald und Berlin. 1925 promovierte er an der Universität Greifswald zum Dr. jur. Das Thema seiner Dissertation lautete Der „Übermensch“ Friedrich Nietzsches im Verhältnis zu den biologischen Lehren zum Staat und zu Verbrechen und Strafe.
1923 wurde er Bürgermeister von Penkun und war damals der vom Alter her jüngste Verwaltungschef im Deutschen Reich. Nach der Promotion bewarb er sich 1925 erfolgreich in der Kreisstadt Winsen (Luhe) um das Bürgermeisteramt. Er löste dort Gustav von Somnitz ab. Obwohl er für zwölf Jahre gewählt worden war, musste er sich nach der „Machtergreifung“ der Nationalsozialisten 1933 erneut zur Wahl stellen. Er kandidierte erfolglos für den Nationalen Mittelstand.
Als in der Stadt Schönebeck (Elbe) der preußischen Provinz Sachsen die Bürgermeisterstelle ausgeschrieben wurde, bewarb er sich dort und wurde 1934 vom Regierungspräsidenten des Regierungsbezirks Magdeburg in das Amt berufen. Nach der ersten Lockerung der Mitglieder-Aufnahmesperre der NSDAP trat er zum 1. Mai 1937 der Partei bei (Mitgliedsnummer 6.036.918).
Während seiner Amtszeit zur Zeit des Nationalsozialismus entstanden in Schönebeck das Bahnbrückental und in Zusammenhang mit dem Aufbau eines Zweigbetriebes der Junkers-Werke die Junkerssiedlungen. In der von seiner Partei und der SA organisierten Reichspogromnacht am 9./10. November 1938 wurden in Schönebeck die Synagoge (heute: Schalom-Haus), das Kaufhaus Conitzer in der Salzer Straße und zahlreiche kleinere Geschäfte und Wohnungen verwüstet sowie zehn Juden ins KZ Buchenwald deportiert. Bis zum Ende des Zweiten Weltkrieges wurden 43 Juden aus Schönebeck ermordet.
Unter ihm als Bürgermeister entstand im März 1943 das Konzentrationslager Julius oder Schönebeck I an der Barbyer Straße als Außenlager des KZ Buchenwald. Die etwa 1500 bis 1800 Häftlinge mussten im Junkers-Werk in der Rüstungsproduktion arbeiten. Vor dem Einmarsch der Amerikaner wurden am 11. April 1945 1536 Häftlinge auf einen Todesmarsch in das KZ Sachsenhausen und dann weiter nach Schwerin geschickt. In Schönebeck gab es außerdem ein nur mehrere Wochen im Frühjahr 1945 bei der NARAG bestehendes Außenlager des KZ Buchenwald für 400 Häftlinge, die elektronische Bauteile für die V2-Waffen fertigen mussten.
Am 11. Februar 1945 begannen amerikanische Truppen gegen den Widerstand des NSDAP-Ortsgruppenleiters und seiner Anhänger sowie Teilen von Wehrmachtsverbänden, die sich in der Altstadt verschanzt hatten und das Ortszentrum verteidigten, Schönebeck zu besetzen. Nach der Zerstörung des ersten einrückenden amerikanischen Panzers hatte der amerikanische Befehlshaber den Deutschen das Ultimatum gestellt, entweder den Widerstand aufzugeben oder die Altstadt zu bombardieren. Bürgermeister Kurt Bauer ging daraufhin mit dem Vikar von Haustür zu Haustür, um die Bewohner zu informieren und Unterschriften zur Bereitschaft der Einstellung aller Kampfhandlungen zu sammeln. Bauer übergab die gesammelten Unterschriften dem amerikanischen Kommandanten und konnte somit die Zerstörung der Innenstadt verhindern. Bauer blieb auch während der amerikanischen Besatzung weiter Bürgermeister in Schönebeck. In dieser Zeit wurde Ende April 1945 von deutschen Truppen die Elbbrücke zerstört.
Kurz nachdem die amerikanischen Besatzer am 1. Juli durch sowjetische abgelöst worden waren, erfolgte am 10. Juli 1945 die Verhaftung Bauers durch das NKWD. Er wurde in das Speziallager Nr. 5 in Ketschendorf gebracht, wo er im November 1945 im Alter von 45 Jahren an Diphtherie starb.

## Ehrungen
2014 wurde in der Lokalpresse seine Mitgliedschaft in der NSDAP mit der in der SED verglichen und die Errichtung eines Denkmals für ihn angeregt.